# 七志
『七志』（しちし）は、中国南朝宋末の王倹が編纂した図書目録である。『隋書』「経籍志」には、「今書七志 七十巻、王倹撰」とあり、大部の書目であったことが分かるが、現存しない。

## 構成
- 経典志
- 諸子志
- 文翰志
- 軍書志
- 陰陽志
- 術芸志
- 図譜志
- （仏経志）
- （道経志）

## 内容
本書は、『七略』にならって経典から図譜に至る七志に分類しているが、仏道二教の経典を附しているため、実際には九分類の体裁になっている。これは、『隋書』「経籍志」の四部分類が、実際には二教の経典を併せた六部分類であったのと、同様の事情による。また、撰者の王倹には、『宋元徽元年四部書目録』4巻の著述があり、四部分類による書目作成も行なっていることが分かる。